# كورال (تكساس)
كورال (بالإنجليزية: Corral City, Texas)‏ هي بلدة أمريكية تقع في الولايات المتحدة في مقاطعة دينتون. يقدر عدد سكانها بـ 27 نسمة ومساحتها 0.4 كم2 وترتفع عن سطح البحر 211 متر.